# المتحف الوطني (تعز)
المتحف الوطني في تعز أو متحف العرضي، هو قصر للإمام أحمد حميد الدين حيث كان القصر مقر حكمه. ويُعد المبنى أحد المباني العثمانية التي أُنشئت بعد الوصول العثماني الثاني وقد بُني كمستشفى عسكري بجوار العرضي. وبعد الخروج العثماني بعد الحرب العالمية الأولى حوله الإمام يحيى إلى قصر لولي عهده أحمد، وعند تولي الإمام أحمد الحُكم بنى قصر صالة وجعل قصر العرضي للحكم وأطلق عليه مسمى «المقام الشريف» بعد أن قام بالاستقرار في تعز بدلاً من صنعاء التي كانت عاصمةً للأئمة السابقين.
وافتُتح القصر كمتحف بشكل رسمي في عام 1967م، ويحتوي على معروضات تراثية ومقتنيات الإمام أحمد وأسرته بالإضافة إلى الأسلحة القديمة، والصور التذكارية.

## أقسام المتحف
يحتوي المتحف على أقسام عديدة مثل:
- قسم يحتوي على لوحات وصور مناضلي الثورة اليمنية ضد حكم الإمامة.
- قسم يحتوي على مقتنيات الإمام، إبان فترة حكمه في اليمن.
- قسم يحتوي على أشياء متنوعة عامة تعطي فكرة عن اليمن إبان تلك الفترة.